# Molly Millions
Molly Millions (também conhecida como Sally Shears, Rose Kolodny e outras) é uma personagem recorrente em histórias e romances escritos por William Gibson, particularmente em sua trilogia Sprawl. Ela apareceu pela primeira vez em "Johnny Mnemonic", ao qual ela faz uma referência oblíqua em Neuromancer (onde ela é mais mencionada como "Molly", sem sobrenome). Mais tarde, ela apareceu em Mona Lisa Overdrive sob o nome de "Sally Shears".

## História da personagem
Em todas as três histórias, Molly é uma ciborgue guarda-costas ou mercenária fisicamente forte, mas não instantaneamente imponente. Ela é chamada de "razorgirl" (garota lâmina) ou "samurai de rua" ao longo das histórias e também como "Steppin' Razor" (lâmina ambulante) pelos moradores de Zion, um enclave rastafari a bordo de uma estação espacial.
Um contato útil para lidar com gangues e elementos do mercado negro, ela tende a mostrar pouco remorso pelos oponentes que ela despacha impiedosamente no curso de seus objetivos. Na verdade, ela mostra poucas emoções profundas em relação a qualquer pessoa além de ódio, suspeita ou desprezo divertido. No entanto, Molly é sempre considerada ao longo do livro como uma personagem leal e moralmente forte, oposta à progressiva decadência das relações humanas no mundo retratado por Gibson.
Uma exceção à sua abordagem fria e um tanto cínica da vida foi seu relacionamento com Johnny (de "Johnny Mnemonic"), por quem ela ainda lamentava na época de Neuromancer . Isso faz parte da história pessoal que ela relata ao protagonista, Case, além da revelação de que ela trabalhava como "marionete de carne" (prostituta) em um "salão de marionetes" (um bordel onde as pessoas alugam seus corpos durante um estado de inconsciência) para pagar por seus consideráveis aprimoramentos cibernéticos.
Outro pseudônimo, usado quando ela aluga um quarto de hotel em Neuromancer, é "Rose Kolodny", o nome pelo qual a Polícia de Turing se refere a ela. A Polícia de Turing pode ter simplesmente obtido o nome do registro do hotel, mas às vezes especula-se que seja seu nome original. Os livros posteriores da trilogia especulam que ela seja "SINless", com um nascimento não registrado e nunca tendo recebido um "Número de Identidade Única" (em inglês, "Single Identity Number"). Isso lhe daria a vantagem de ser mais difícil de rastrear no ambiente do ciberespaço. O crítico Larry McCaffery afirma que o nome "Molly" é uma referência ao seu status como uma "gun moll", gíria em inglês para uma mulher gângster.
William Gibson afirmou que se inspirou para a personagem a partir da imagem de Chrissie Hynde na capa do primeiro álbum da banda Pretenders.

## Aprimoramentos
O metabolismo, a entrada sensorial e os reflexos de Molly são artificialmente aprimorados por meio de implantes eletrônicos e outros procedimentos médicos avançados. Ela tem lâminas retráteis afiadas embaixo das unhas, cada uma com dois gumes e quatro centímetros de comprimento. Parecendo à primeira vista estar usando óculos escuros espelhados, Molly de fato teve suas órbitas oculares seladas com lentes espelhadas para melhorar a visão, instaladas pelos habilidosos cirurgiões do mercado negro da cidade de Chiba. Para acomodar a as lentes implantadas, seus dutos lacrimais foram redirecionados para a boca: nas raras ocasiões em que chora, ela cospe ou engole as lágrimas. Ela nunca permite que outras pessoas toquem nas lentes, pois isso deixaria sujeira de impressões digitais, exigindo limpeza extra.

## Representação em outras mídias
A versão cinematográfica de Johnny Mnemonic de 1995 substituiu Molly por uma personagem chamada Jane, que não tinha modificações nos olhos ou nos dedos. Jane compartilhava o sistema nervoso modificado, mas usava como arma uma única navalha presa à ponta de uma haste flexível.
Na adaptação de Neuromancer da BBC Radio de 2003, Molly foi interpretada pela atriz inglesa Nicola Walker. Sasha Gray assumiu o papel em Case, uma adaptação contemporânea dramática de seis horas do romance encenada na cidade de Nova York em novembro de 2009.

## Análise literária
A personagem foi descrita como uma das mais complexas de Gibson.